# エルゴメトリン
エルゴメトリン(ergometrine)、またはエルゴノビン (ergonovine) は分娩時の重症産道出血に対して用いられる薬剤。経口、静脈内投与、皮下注射、筋肉内注射のいずれでも用いられる。経口投与では15分以内に作用を発現し、注射ではさらに早く効果がみられる。効果は45分から180分持続する。
一般的な副作用には高血圧、嘔吐、痙攣発作、頭痛、血圧低下などがある。その他の重大な副作用には麦角中毒(ergotism)がある。元来麦角中毒はライ麦の麦角菌によるものを指していたが、リゼルグ酸によるものも指すようになった。エルゴメトリンからリゼルグ酸ジエチルアミド (LSD)を生成することは規制されている。
エルゴメトリンが発見されたのは1932年である。これは、世界保健機関の必須医薬品リストにおいて、最も効果的で安全な医薬品であり、保健システムで必要とだとされる。この薬品の卸売コストは、開発途上国において、注射用量で0.12～0.41USドル、内服として0.01ドルとされる（2014年）。米国では一回当り用量は約1.75USドルである。

## 適応症
子宮収縮の促進並びに子宮出血の予防及び治療の目的で次の場合に使用する。
胎盤娩出前後、弛緩出血、子宮復古不全、帝王切開術、流産、人工妊娠中絶

## 医療
この薬剤は、産科医療では胎盤（プラセンタ）の娩出を容易にし、出産後の出血を防止する。平滑筋を収縮させ、血管壁を狭くし血液を減らすからである。通常、オキシトシン (Syntocinon)と併用される。
エルゴメトリンは冠動脈の攣縮を引き起こす。冠攣縮性（Prinzmetal）狭心症の診断に用いられる。
エルゴメトリンはセロトニン作用とアドレナリンα作用を持ち、強力な血管平滑筋収縮作用も持つ。冠攣縮性狭心症での自然発作とエルゴノビン負荷での冠攣縮がほぼ同じであることが判明しており確定診断にしばしば用いられる。また自然発作と同様に冠動脈狭窄が遷延することがあり、重篤な不整脈や血圧低下をきたす事がある。

## 副作用
起こりうる副作用としては、吐き気、嘔吐、腹痛、下痢、頭痛、めまい、耳鳴り、胸痛、動悸、徐脈、一過性高血圧症、その他の不整脈、呼吸困難、発疹、ショックなどがある。過量投与は特徴的な中毒症状を示し、麦角中毒(ergotism) または"聖アントニーの火"と呼ばれる。遷延した血管攣縮により壊死や肢切断をきたしたり、幻覚や認知症、妊娠中絶を起こしたりする。消化管での異常は下痢、吐き気、嘔吐などが一般的である。この薬は妊婦、血管疾患、精神病(psychosis)では禁忌である。

## 作用機序
これはα-アドレナリン、ドーパミン、セロトニン受容体（5-HT2 受容体）に作用し、子宮 (およびその他の平滑筋)に強力な効果がみられるが、受容体の特異性は明らかではない。

## 歴史
麦角の薬理学的特性は古くから知られており、助産師により数世紀にわたり用いられていた。しかし研究され、作用が明らかになったのは20世紀初頭である。しかし、その堕胎作用と麦角中毒の危険が知られ、慎重に、分娩後出血のみに処方されるようになった。
エルゴメトリンが最初に単離されたのは、1935年で化学者の C Moir とH Wダドリーによる。キャロライン・ド・コスタはエルゴメトリンを分娩時の出血予防および治療に用いて、20世紀初頭の西洋における妊産婦死亡率を低下させた。

## 法的規制
エルゴメトリンはLSDの前駆物質として米国では規制物質リストに挙げられている。リゼガミドのN-アルキル誘導体として、エルゴメトリンは、薬物乱用法1971で規制されており、英国で譲渡は違法である。

## 参照
メチルエルゴメトリン: Methylergometrine -合成アナログ